# Porta a Selci
Porta a Selci è una delle porte cittadine di accesso a Volterra che si apre nelle mura cittadine, all'altezza della fortezza medicea.

## Descrizione
La porta faceva già parte del circuito murario etrusco, ma la costruzione attuale, composta da un semplice arco a tutto sesto,  risale al XVI secolo, quando la porta più antica, detta anche del Sole, fu interrata in seguito ai lavori di ampliamento della Rocca Vecchia, avvenuti nel corso del XV secolo. Da qui si dipartono le strade che conducono al territorio senese.